# Constantin Iavorschi
Constantin Iavorschi (n. 16 martie 1990) este un fotbalist moldovean care în prezent evoluează la clubul Milsami Orhei în Divizia Națională, pe postul de atacant.